# Wysz
Wysz – według relacji Konstantyna Porfirogenety ojciec księcia Zahumla Michała Wyszewica.

## Książę Zahumlan
Imię Wysza pojawia się tylko jako patronimik księcia Zahumla Michała w relacji Konstantyna Porfirogenety. W swoim dziele De administrando imperio Konstanty pisze: Ród prokonsula i patrycjusza Michała, syna Wyszewica (Βουσεβούτζη), księcia Zahumlan, wywodzi się od nieochrzczonego ludu mieszkającego nad rzeką Wisłą, nazywanego (nazywaną) Ditzike/Litzike (Διτζίκη/Λιτζίκη).
Z uwagi na to, że wedle relacji Porfirogenty Zahumlanie przybyli na Bałkany wraz z główną migracją serbską za panowania cesarza Herakliusza (610-641) historycy zajmujący się historią półwyspu bałkańskiego przyjmują, że Wysz i jego syn jedynie wywodzili swój ród znad Wisły.
Jeśli przyjąć, że Wysz był poprzednikiem Michała Wyszewica na tronie książąt Zahumla z jego osobą może być związany chrzest Zahumlan i początki piśmiennictwa słowiańskiego w księstwie oraz powołanie biskupstwa w Stonie. W II połowie IX wieku za namową cesarza bizantyńskiego Bazylego I, który dzięki udanej akcji morskiej w obronie Dubrownika zyskał pewne wpływy w serbskich państwach Dalmacji, okupione zresztą hojną daniną w złocie, książę Zahumla ochrzcił się, zezwalając na akcję chrystianizacyjną wśród swoich poddanych. Ewangelizację Zahumlan prowadzili kapłani łacińscy i greccy z miast bizantyńskich w Dalmacji. Po 889 roku dołączyli do nich wykupieni przez posła bizantyńskiego w Wenecji uczniowie arcybiskupa Moraw Metodego, przynosząc znajomość alfabetu głagolickiego i słowiańskie księgi liturgiczne. Dla utrwalenia dzieła chrystianizacji zostało powołane biskupstwo w Stonie.

## Książę Lędzian lub Wiślan
Tekst Porfirogenety przynosi dwie poważne trudności. Cesarz pisze o nieochrzczonym ludzie mieszkającym nad rzeką Wisłą (Βίσλα), nazywającą się Ditzike (Διτζίκη). Wątpliwości i kontrowersje wywołuje już sama nazwa rzeki Dicike. Zwraca się uwagę, że zapis Porfirogenety uległ zapewne zniekształceniu przez pomylenie dwóch bardzo do siebie podobnych liter greckich: delty (Δ) i lambdy (Λ), tak że Dicike należałoby czytać Licike. Wątpliwości budzi również przypisywanie tej nazwy Wiśle, która pod swą jedyną nazwą znana była jeszcze w starożytności. Zakłada się, że pisarz przeniósł na rzekę nazwę ludu zamieszkującego nad nią. Licike może nawiązywać do Widukindowych Licikaviki. Wedle K. Tymienieckiego jest oboczną nazwą plemienia Lędzian. Porfirogenecie znana jest wprawdzie poprawna nazwa Lendzaninoi, jednak wedle Tymienieckiego otrzymał on wiadomości o Lędzianach z dwóch różnych źródeł: ruskiego i niemieckiego i ze względu na odmienność używanych form nie skojarzył, że chodzi o ten sam lud.
Identyfikacja ta dała H. Łowmiańskiemu podstawę do uznania Wysza za księcia, sąsiadujących od wschodu z Wiślanami, Lędzian. Przyjmuje on, i jego zwolennicy, że Wysz, a może nawet Michał panował nad Lędzianami i dopiero w wyniku ekspansji wielkomorawskiej jego ród, a być może i część plemienia wyemigrowała na południe zdobywając władzę nad Zahumlem. Wedle innej hipotezy Wysz albo Michał był owym hardym księciem na Wiślech, czyli wiślańskim z Żywota Metodego. Również ta hipoteza wiąże migrację rodu Michała Wyszewica na Bałkany z ekspansją Światopełka morawskiego (871-894). Kazimierz Ślaski dopatruje się śladów tradycji o panowaniu Wysza (Wyszesława?) nad Wiślanami w postaci Wisława z Wiślicy pojawiającej się w Kronice wielkopolskiej w romansie o Walgierzu i pięknej Helgundzie.